# Keveházi Katalin
Keveházi Katalin (Békéscsaba, 1957. augusztus 15. –) magyar könyvtáros, régi könyvek és könyvtárak szakértője, kutatója, a Szegedi Tudományegyetem Klebelsberg Kuno Könyvtárának főigazgatója (2013–2022).
Főigazgatói munkássága alatt ment végbe az új épületbe költözött és lényegében az összes szegedi felsőoktatási könyvtárat integráló szegedi egyetemi könyvtár szakmai konszolidációja. Ez lényegében azt jelentette, hogy a spontán és részben szervezetten kialakult új intézmény már tudatosan átgondolt, minőségbiztosított és szabályozott rendszerré alakult, így egy jelentősen fejlettebb szervezeti kultúrát, működési modellt hozva létre.
A 2004-ben – Mader Béla főigazgatósága alatt – elkezdett folyamat jegyében folytatódott a kisebb könyvtárak integrációja: megtörtént az egyik legnagyobb addig különálló gyűjtemény, az SZTE Mezőgazdasági Kar könyvtárának és számos más kisebb egyetemi gyűjtemény integrációja is. A változó felhasználói elvárások mentén az intézmény jelentős szervezeti és tartalomszolgáltatási átalakításokat hajtott végre, arculata is teljesen megújult. A Contenta repozitóriumrendszerben több mint 4,5 millió oldalra növekedett a digitalizált tartalmak mennyisége. A hazai közgyűjtemények között ezzel élen jár a könyvtár a saját tartalmak digitalizálásában és azok közzétételében. Tudományos publikációk létrejöttét ösztönző, támogató szolgáltatási-portfóliót alakítottak ki, és minden addiginál szélesebb nyitvatartási időben állnak a felhasználók rendelkezésére. Főigazgatói működése alatt az SZTE Klebelsberg Könyvtár sikeresen birkózott meg azokkal a kihívásokkal és a szinte teljes paradigmaváltással, amikkel a 2000-es éveket követően a könyvtáraknak óhatatlanul szembe kellett nézniük.

## Életútja
Keveházi Katalin evangélikus lelkész családban született. Édesapja dr. Keveházi László (1928-) egyháztörténész, az Evangélikus Hittudományi Egyetem díszdoktora, nyugalmazott esperes. Édesanyja Czégényi Klára (1930-2019) szintén evangélikus lelkész, aki hittankönyvek írásában vett részt, szívügyének tekintette a gyermekek és fiatalok között végzett szolgálatot, meghatározó szerepet vállalt a nők egyházi működésének fokozottabb elismertetésében. A szülők Pilisen, később Kőszegen éltek; három leánygyermeket neveltek fel.
Keveházi Katalin kulturális elkötelezettségét, német nyelvtudásának alapjait a családban szerezte meg, ám a latin és a finn nyelv iránti érdeklődését is inspirálta az otthoni környezet. 1971-1975 között a Ceglédi Kossuth Lajos Gimnáziumban tanult, ott is érettségizett. A német, a finn és a latin mellett angolul is megtanult. 
A középiskolát követően, 1975-ben az SZTE jogelődjén, a JATE BTK-n kezdte meg tanulmányait, ahol 1980-ban történelem-latin szakos középiskolai tanárként, finnugor nyelvészként végzett. 1982 és 1985 között szakmai munkájához szorosan kapcsolódva elvégezte az ELTE-n a könyvtár szakot. Első és egyetlen munkahelye a szegedi egyetemi könyvtár volt, ahol a régi és ritka könyvek különgyűteményének kialakítása volt a feladata. Munkatársaival az országban az elsők között kezdte el a régi nyomtatványok elektronikus feldolgozását, illetve részt vett az ezen nyomtatványok leírását tartalmazó szabvány kidolgozásában is. 1983-ban régi magyar irodalom és irodalomelmélet témában egyetemi doktorátust szerzett. Jelentős – Szegeden folyó – művelődéstörténeti és könyvtártörténeti egyetemi kutatásokba is ekkor kapcsolódott be, aminek gyümölcse több, maradandó értékűnek bizonyult tanulmány és jelentős forráskiadás.
Férjezett, négy gyermek - Sára, Júlia Anna, Kristóf és Borbála - édesanyja. Férje, Monok István, könyvtáros és művelődéstörténész, a szegedi egyetem korábbi professzora, az MTA könyvtárának főigazgatója.

## Munkássága
Tudományos munkásságát a magyarországi korai reformáció történeti kutatásaival kezdte, egyetemi doktori értekezése Philipp Melanchthon eszméinek magyarországi befogadás-történetéről szólt (1983). Bekapcsolódott a JATE BTK Régi Magyar Irodalom Tanszékén folyó könyv-, könyvtár-, és olvasmánytörténeti kutatásokba, az MTA Irodalomtudományi Intézetének ösztöndíjasaként Szalkai Balázs ferences krónikájának szöveggondozása mentén a protestáns reformáció előtörténetéhez gyűjtött anyagokat. Olyan országos kutatási programokban tevékenykedett, amelyek a hazai forráskiadványok összegyűjtését célozták és későbbi digitális adattárak alapjait teremtették meg. Így például A 16–17. század magyarországi olvasmányai (MKM, OM) (1988–1999), A kora újkori Magyarország olvasmányainak számítógépes adatbankja (OTKA, 1992–1999), Régi magyar olvasmányok virtuális könyvtára (NIIF, 1999–2000), Bibliotheca Eruditionis (OM, IKTA 2000-2002).
1980-tól egészen 2008-ig latin nyelvet, valamint könyvtáros, könyvtári informatikus szakmai tárgyakat oktatott a JATE / SZTE karain. 2003-tól a könyvtári feldolgozó osztály vezetője és a 2004-es nagyszabású könyvtári integráció egyik irányítója volt. Munkásságának jelentőségét a szegedi egyetem és a Minisztérium akkori vezetői több kitüntetéssel ismerték el. 2007-től 2013-ig az SZTE Klebelsberg Könyvtár általános főigazgató-helyettese, amely munkakörben a hozzá tartozó osztályok felügyelete mellett fontos szerepe volt a könyvtári pályázatok előkészítésében és végrehajtásában (NKA pályázatok, Nagy-KulTúra, Digitális Képkönyvtár), továbbá az egyetemi Európai uniós projektekben (TIOP-1.2.3/08/1.-2008-0067.; TÁMOP-3.2.4-09/1-2010-0015) projektvezetői szerepet is betöltött.
2013-tól az SZTE Klebelsberg Könyvtár főigazgatója, emellett országos könyvtári szakmai szervezetekben, projektekben is fontos feladatokat látott el: például a Magyar Tudományos Művek Tárával (MTMT) kapcsolatos koordinációban, vagy a Magyar Országos Régi Könyves Közös Katalógus (MKDNY) megalkotásában és üzemeltetésében. A muzeális dokumentumok országos közös katalógusát gondozó egyesületnek (MOKKA-R) Archiválva 2023. február 10-i dátummal a Wayback Machine-ben alapítása óta (2006) elnöke, az országos közös katalógus (MOKKA) projekt vezetésében is részt vett. Az Egyetemi Könyvtárigazgatók Kollégiumá nak tagja, korábban elnök-helyettese volt. Ebben a szervezetben végzett hathatós munkája során A felsőoktatási könyvtárak stratégiai fejlesztési irányai 2018-2023 című ágazati stratégia megalkotásában is jelentős szerepet töltött be.

## Díjak, elismerések
- 2004: Rektori elismerés[15] (SZTE)
- 2007: Bibliotéka emlékérem
- 2013: Címzetes egyetemi docens[16] (SZTE)
- 2022: Szinnyei József-díj[17]
- 2022: Pro Universitate-díj[18] (SZTE)

## Társasági tagságai
- Gesellschaft für die Erforschung der Früheren Neuzeit, Wien, tag, 1990-
- Magyar Irodalomtörténeti Társaság, tag, 1984-
- Nemzetközi Magyarságtudományi Társaság (korábban: Nemzetközi Magyar Filológiai Társaság), tag, 1983-
- Magyar Országos Közös Katalógus Egyesület – Régi Nyomtatványok Tagozat (MOKKA-R), elnök, 2006-
- Magyar Országos Közös Katalógus Egyesület (MOKKA), a felügyelő bizottság tagja 2007-
- MTMT Bibliográfiai szakbizottság, elnök 2013-
- Magyar Országos Közös Katalógus Egyesület (MOKKA), elnök 2013-

## Fontosabb publikációk
- Keveházi Katalin: RFID a Szegedi Tudományegyetem Egyetemi Könyvtárában Archiválva 2022. augusztus 31-i dátummal a Wayback Machine-ben. In: Könyv, Könyvtár, Könyvtáros 20:(1) pp. 29–30. (2011)
- Ficzkó Ildikó, Keveházi Katalin, Sándor Ákos: Új épület: új és megújult szolgáltatások. Hagyományos és nem hagyományos informatikai szolgáltatások a szegedi Egyetemi Könyvtárban - és ami mögöttük van. In: Tudományos és Műszaki Tájékoztatás 57:(4) pp. 147–159. (2010)
- Keveházi Katalin: Mi újság a MOKKA háza táján?: 3. A régi nyomtatványok és kéziratok adatbázisa. In: Tudományos és Műszaki Tájékoztatás 56:(3) pp. 111–117. (2009)
- Cičaj Villiam, Keveházi Katalin, Monok István, Viskolcz Noémi (sajtó alá rend.), Monok István (szerk.): Magyarországi magánkönyvtárak III.: Bányavárosok olvasmányai, 1533–1750. Budapest; Szeged: OSZK, 2003. XXII, 570 p. (Adattár XVI-XVIII. századi szellemi mozgalmaink történetéhez; 13/3.)
- Keveházi Katalin: Melanchton-Autographen im historischen Ungarn. In: Magyar Könyvszemle 117:(2) pp. 153–165. (2001)
- Keveházi Katalin, Varga András: Régi könyvek számítógépes feldolgozása a JATE Központi Könyvtárában. In: Iskolakultúra 7:(5) pp. 57–62. (1997)
- Grüll Tibor, Keveházi K, Kokas K, Monok I, Ötvös P, Prickler H (szerk.): Lesestoffe in Westungarn II.: Kőszeg (Güns), Ruszt (Rust), Eisenstadt (Kismarton), Forchtenstein (Fraknó). Szeged: Scriptum, 1996. 312 p. (Adattárak XVI-XVIII. századi szellemi mozgalmaink történetéhez; 18/2.) ISBN 963-8335-29-7
- Keveházi Katalin (összeáll.), Monok István (összeáll.), Zvara Edina (mutató, szerk.): Régi könyveink és kézirataink katalógusai: A szeged-alsóvárosi ferences rendház könyvtára. Szeged: Scriptum, 1994. 130 p. (Acta Universitatis Szegediensis. Acta Bibliothecaria. Tomus XII. Fasciculus; 4.)
- Keveházi Katalin: Egy ferences kódex filológiai problémái. In: Kulcsár Péter, Mader Béla, Monok István (szerk.): Tanulmányok Karácsonyi Béla hetvenedik születésnapjára. Szeged: JATE Központi Könyvtára - BTK Magyar Történeti Intézet, 1989. pp. 109–120.
- Keveházi Katalin: Gályarab-prédikátorok kiadatlan levelei. In: Bálint István János (szerk.): Adalékok a 16-20. századi magyar művelődés történetéhez. Budapest: Országos Széchényi Könyvtár, 1987. pp. 37–53. ISBN 963-200-032-3
- Keveházi Katalin: Melanchthon és a Wittenbergben tanult magyarok az 1550-es évektől 1587-ig: Adalékok Melanchthon magyarországi recepciójának első évszázadához. Szeged: JATE, 1986. (Dissertationes ex Bibliotheca Universitatis de Attila József Nominatae; 10.)
- Keveházi Katalin, Monok István (összeáll.): Régi könyveink és kézirataink katalógusai: XVI. századi könyvek. Szeged: JATE, 1986. XII, 216 p. (Acta Universitatis Szegediensis. Acta Bibliothecaria. Tomus IX. Fasciculus 3.)
- Keveházi Katalin: Aufarbeitung und Publikation von ungarischen Bücherverzeichnissen aus der Zeit vom 16. bis 18. Jahrhundert. In: Wolfenbütteler Notizen zur Buchgeschichte 10: pp. 68–77. (1985)
- Keveházi Katalin, Monok István: XVI–XVII. századi könyvgyűjtők kötetei a csíksomlyói ferences rendház könyvtárában. Szeged: JATE, 1985. 121–128. p. (Acta Universitatis Szegediensis. Acta Historiae Litterarum Hungaricarum. Tomus XXI.)
- Erdei Klára, Keveházi Katalin (forráskiad.): Ecsedi Báthory István meditációi. Budapest; Szeged: MTA Könyvtára, 1984. (Adattár 16-18. századi szellemi mozgalmaink történetéhez; 8.)
- Berlász Jenő, Monok István (red., Register), Keveházi Katalin (red., Register): Die Bibliothek Dernschwam: Bücherinventar eines Humanisten in Ungarn. Szeged: JATE, 1984. 304 p.

## Szakmai és konferencia előadások
- Keveházi Katalin: Könyvtárak a Rubiconnál - A tudományos szakirodalmi információellátás új könyvtári paradigmái (előadás). SZTE Szabadegyetem - XIII. szemeszter
- Keveházi Katalin: Minőségbiztosítás online támogatása a Szegedi Tudományegyetem Klebelsberg Könyvtárában (konferencia előadás), Networkshop 2013 konferencia
- Keveházi Katalin, Kokas Károly: A MOKKA jövője. (konferencia előadás), Networkshop 2010 konferencia

## Külső hivatkozások
- Az SZTE Klebelsberg Könyvtár honlapja
- Keveházi Katalin bemutatása a Szegedi Tudományegyetem honlapján
- Lehotai Edit: Keveházi Katalinnal beszélgettünk (SZTE Klebelsberg Könyvtár - blog)
- Publikációs listája az MTMT-ben